# Philippe Barbier
Pour les articles homonymes, voir Barbier.
Philippe A. Barbier (né le 2 mars 1848 et mort le 18 septembre 1922), est un chimiste organicien français. Il est considéré comme le père de la chimie organométallique en ayant synthétisé le premier composé organomagnésien en 1899. Il est plus célèbre pour la réaction de Barbier, et d'une façon plus générale pour les conditions de Barbier, selon lesquelles le précurseur halogéné, le zinc métallique (ou un autre métal) et l'électrophile carbonylé sont mis en réaction de façon simultanée. 
Philippe Barbier était le directeur de thèse de Victor Grignard pendant son doctorat. Une méthode pour préparer des réactifs de Grignard très actifs comme les halogénures d'allylmagnésium est connue comme la méthode de Barbier comparativement aux organomagnésiens de Grignard qui sont faits in situ avec les autres réactifs.